# Tinis

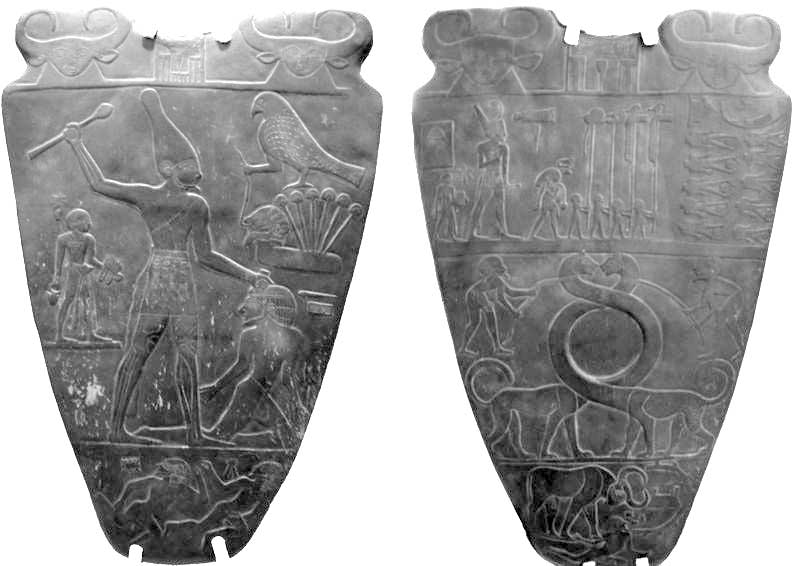
Wizerunek Namera

Tinis – starożytne miasto w Górnym Egipcie. Nazwę tego miasta znamy od Manetona, możliwe, że jest ono grecką wersją egipskiego Tanit.
Od nazwy miasta dwie pierwsze dynastie faraonów nazwano tynickimi (3150–2686 p.n.e.). Z niego miał wywodzić się Narmer, założyciel I dynastii.
Lokalizacja Tinis nie jest dokładnie znana, przypuszcza się, że znajdowało się w pobliżu dzisiejszego miasta Dżirdża, na północ od starożytnego Abydos.